# Quase acidente
Em segurança, um quase acidente é um evento imprevisto que não resultou em lesão, doença ou dano para pessoas, equipamentos ou ambiente, mas que tinha o potencial para o fazer. Somente uma afortunada ruptura na cadeia de eventos impediu uma lesão, fatalidade ou dano. Em outras palavras, uma falha que esteve muito perto de se tornar acidente caso as circunstâncias tivessem sido ligeiramente diferentes ou se não se tivesse parado a ação. Outros termos familiares para estes eventos são "por um triz" ou no caso de objetos em movimento "quase colisão".